# Néon Roinón
Néon Roinón (Neo Roeino) är en ort i Grekland.   Den ligger i prefekturen Nomós Argolídos och regionen Peloponnesos, i den södra delen av landet, 90 km sydväst om huvudstaden Aten. Néon Roinón ligger 101 meter över havet och antalet invånare är 471.
Terrängen runt Néon Roinón är kuperad österut, men västerut är den platt. Runt Néon Roinón är det ganska glesbefolkat, med 34 invånare per kvadratkilometer. Närmaste större samhälle är Argos, 11,2 km väster om Néon Roinón. 